# Notorchestia australis
Notorchestia australis is een vlokreeftensoort uit de familie van de Talitridae. De wetenschappelijke naam van de soort is voor het eerst geldig gepubliceerd in 1968 door Fearn-Wannan.